# Боголюб Марков
Боголюб Марков Марков е български офицер, подполковник.

## Биография
Боголюб Марков е роден в село Скребатно, тогава в Османската империя. Постъпва във Военното училище в София където заедно с юнкерите Стамат Стаматов, Константин Кондов, Софроний Стоянов, Петър Кушев, Йордан Венедиков, Борис Дрангов, Ефтим Китанчев, Димитър Мициев и братя Владимир и Владислав Ковачев създава революционен кръжок през февруари 1892 г.
Участва в Първата световна война като подполковник, командир на дружина във 2-ри пехотен македонски полк. За бойни отличия и заслуги във войната е награден с народен орден „За военна заслуга“, V степен.
Умира на 24 октомври 1918 година в Дупница.